# Marie-Marguerite Monvoisin
 (mai 2012).
Si vous disposez d'ouvrages ou d'articles de référence ou si vous connaissez des sites web de qualité traitant du thème abordé ici, merci de compléter l'article en donnant les références utiles à sa vérifiabilité et en les liant à la section « Notes et références ».
Pour les articles homonymes, voir Monvoisin.
Marie-Marguerite Monvoisin ou Montvoisin (1658-?) est la fille d'un bijoutier, Antoine Monvoisin et de Catherine née Deshayes, dite La Voisin. Elle a contribué par son témoignage à la chute de la favorite en titre de Louis XIV, Madame de Montespan.
Lorsque son père fit faillite, sa mère entama une carrière de diseuse de bonne fortune. Ces prédictions devinrent rapidement une excuse au commerce de poison qu'elle vendait aux plus riches clients. Pour appuyer sa théorie, elle commença à faire célébrer des messes noires avec sacrifice d'enfants.
L'arrestation de la marquise de Brinvillers pour sorcellerie déclenche les poursuites de l'empoisonneuse. Arrêtée avec des complices, La Voisin est traduite en justice et brûlée vive le 28 février 1680.
Le 28 mars 1680, délivrée de la frayeur que lui inspire sa mère, Marie-Marguerite prétend que celle-ci a plusieurs fois reçu Mademoiselle des Œillets, dame d'honneur de la favorite du Roi, qui venait pour le compte de sa maîtresse, Madame de Montespan. Le 20 août 1680, elle ajoute que cette dernière aurait participé en personne à une messe noire célébrée par l'abbé Guibourg. Elle précise, le 9 octobre 1680, que cette messe impliquait le sacrifice d'un enfant.
Madame de Montespan ne sera pas traduite en justice, malgré sa faveur déjà déclinante. Louis XIV ordonne expressément l'officier de police La Reynie de sceller les dossiers et de fermer la Chambre ardente, institution créée spécialement pour l'affaire des Poisons.[réf. nécessaire]
À l'âge de 23 ans, Marie-Marguerite est finalement emprisonnée à vie avec plusieurs de ses camarades, la date de sa mort (certainement après 1681) est inconnue.